# Grzyb skalny

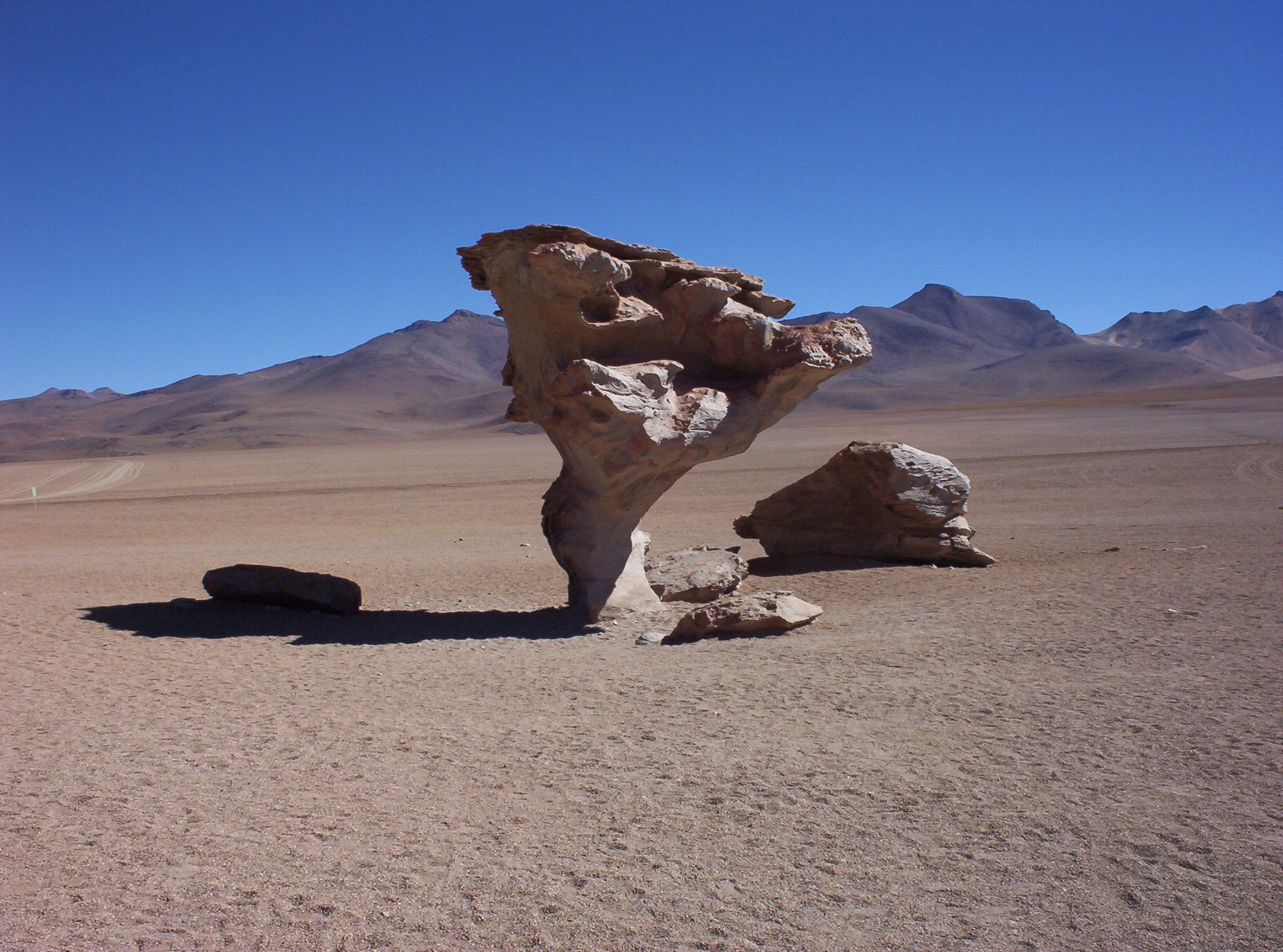
Grzyb na solnisku Uyuni

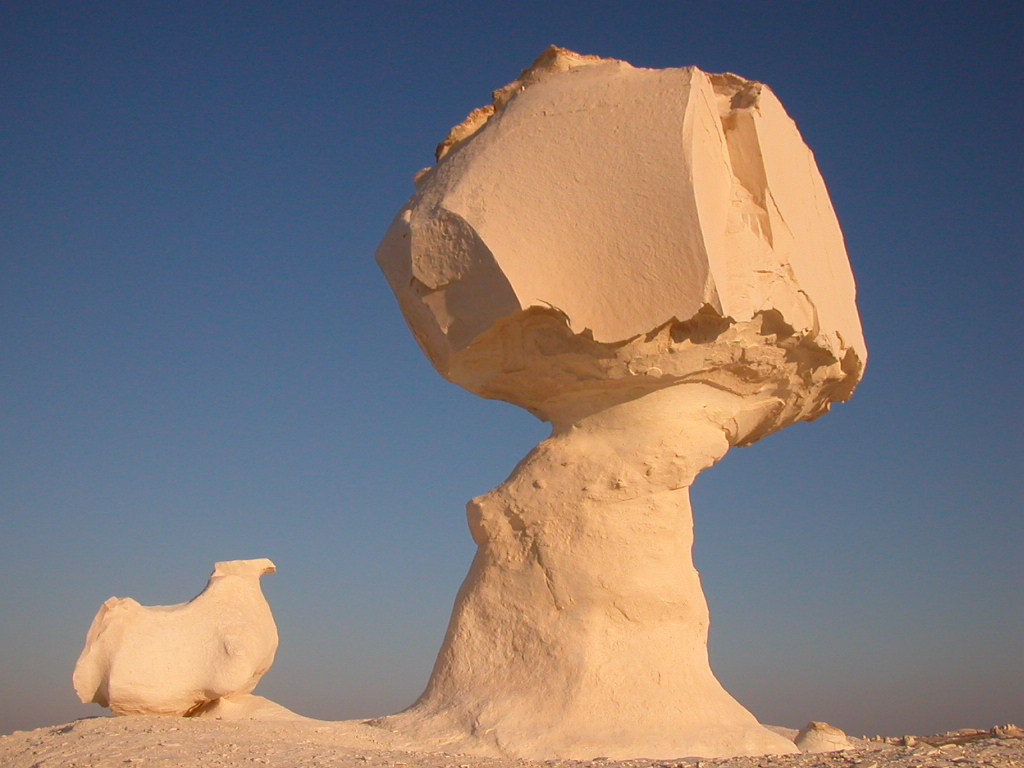
Grzyb skalny, wapienna skałka "Biała pustynia", Egipt

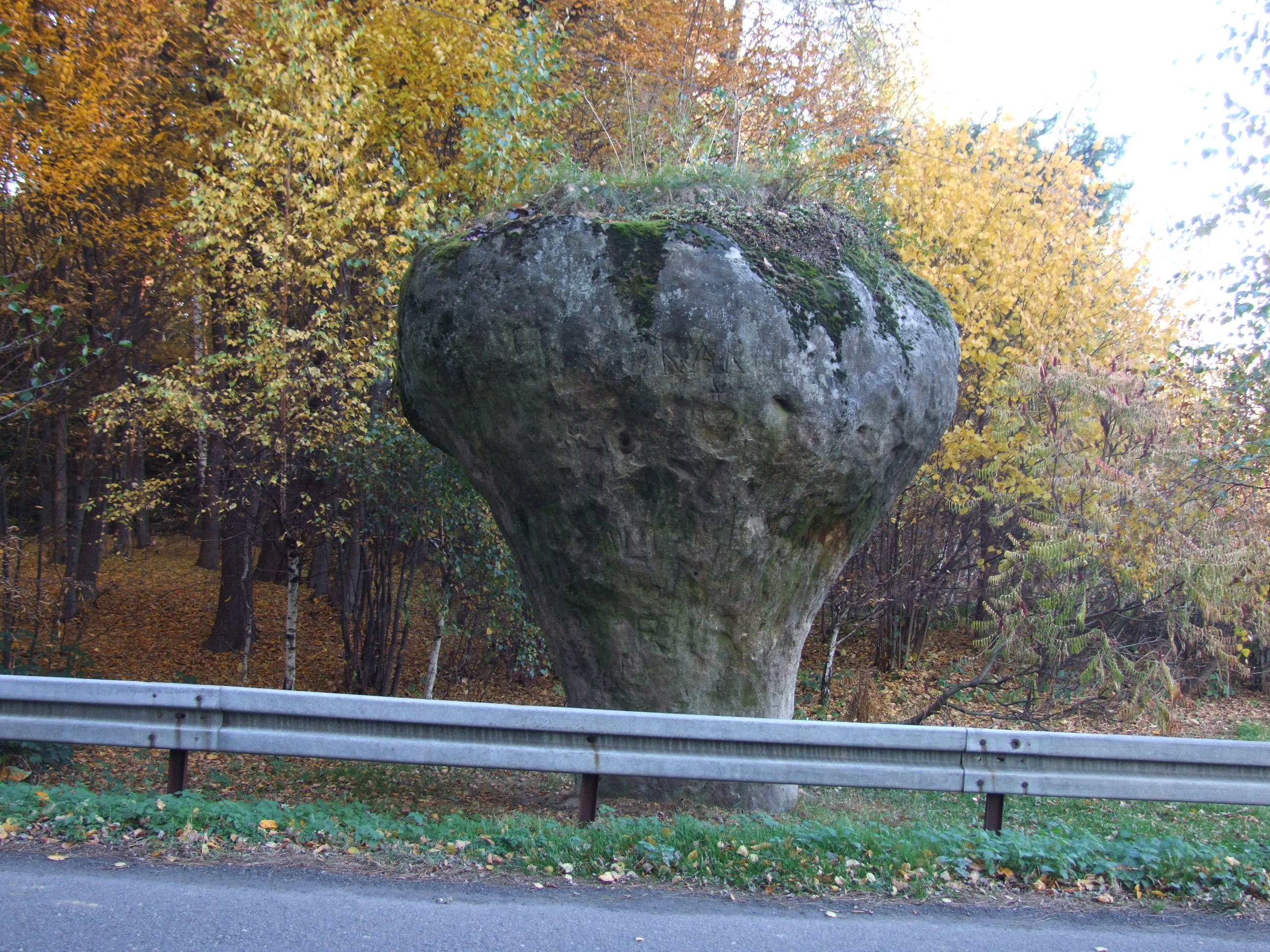
Grzyb skalny w Zegartowicach

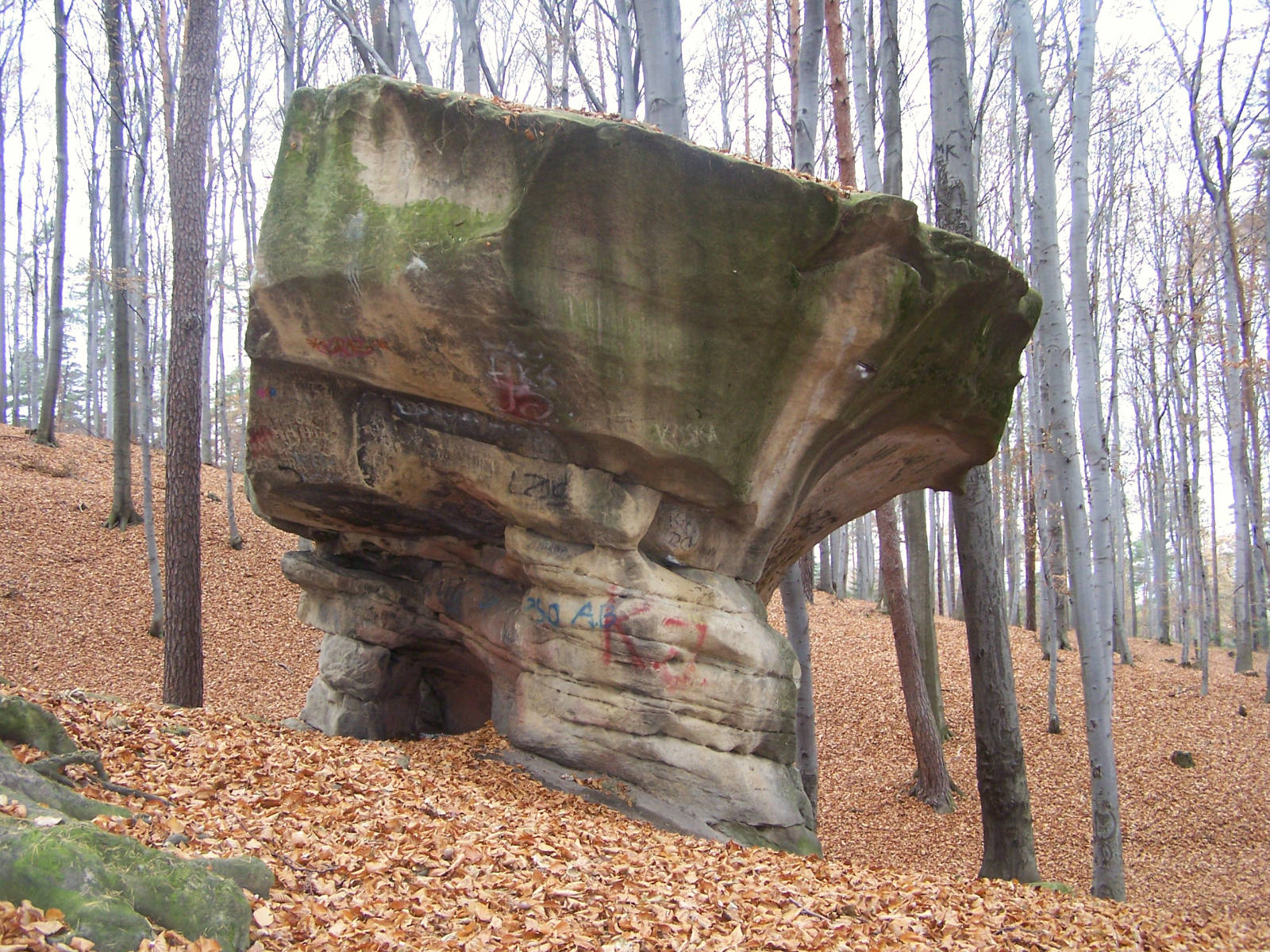
Kamień Grzyb w Leksandrowej

Grzyb skalny – forma skalna składająca się z bloku wspartego na cienkiej kolumnie, przypominająca grzyb. Najczęściej zbudowana z piaskowców, rzadziej zlepieńców, skał piroklastycznych, granitów i innych.
Mogą być różne procesy prowadzące do powstania grzybów skalnych.

## Korazja
Powstaje na skutek erozyjnej działalności wiatru (korazja). Unoszony wiatrem piasek i drobne odłamki skalne uderzają w napotykane przeszkody. Erozja wietrzna działa najsilniej u podstawy formy lub na jej środku, gdzie niesionego przez wiatr materiału jest najwięcej i jest on największy. W ten sposób ów materiał żłobi w skałach zadziwiające formy (kształtem przypominają grzyba). Proces ten trwa tysiące lat. Dzięki temu procesowi powstały także mosty skalne i grzyby skalne niedaleko Wielkiego Kanionu Kolorado.

## Podsiąkanie
Inną przyczyną może być szybsza erozja dolnej części odsłoniętej skały spowodowana podsiąkaniem wody gruntowej i jej zamarzaniem, co powoduje jej rozsadzanie. Ten proces mógł zachodzić w Górach Stołowych, powodując powstanie skalnych grzybów oraz labiryntów skalnych, np. Błędnych Skał.

## Zmienność skał
Inną przyczyną może być zróżnicowanie spoiwa w poszczególnych warstwach piaskowców, lub ogólnie gdy warstwy bardziej odporne na wietrzenie zalegają na mniej odpornych (różne rodzaje piaskowców, przewarstwienia piaskowców i mułowców lub piaskowców i zlepieńców, skały piroklastyczne o zmiennym składzie).

## Działalność lodowca
Innego rodzaju skalne grzyby powstają w wyniku akumulacyjnej działalności lodowca, a nie erozji. Lodowiec transportuje bloki skalne, które topniejąc pozostawia w różnych miejscach. Jeśli taki blok osiadzie na innym, mniejszym lub na nierówności podłoża, może powstać forma przypominająca grzyb.

## Ruchy masowe i trzęsienia ziemi
Na obszarach o rzeźbie alpejskiej lub górskiej, gdzie występują strome zbocza lub ściany skalne grzyby skalne mogą powstać w wyniku obrywu, odpadnięcia, lawiny lub trzęsienia ziemi, gdy większy blok upadnie na mniejszy.

## Występowanie w Polsce
W Polsce grzyby skalne szczególnie często występują w Górach Stołowych w ziemi kłodzkiej. Mniej liczne są w Beskidach